# 傑克與大象
《杰克与大象》（英語：Larger Than Life）是一部1996年美国公路喜劇电影，由比爾·莫瑞主演，霍华德·富兰克林执导。该片由彭·邓沙姆担任制片人和联合编剧。该片在票房方面和评论方面均不成功。